# Tamsen
Tamsen är en sjö i Hofors kommun i Gästrikland och ingår i Gavleåns huvudavrinningsområde. Vid provfiske har abborre, mört och ruda fångats i sjön.